# تاتا مجیک
تاتا مجیک (Tata Magic) خودرویی است که از سال ۲۰۰۷–کنون در پونه، اوتاراکند و  هند تولید شده‌است. ‌است. 